# Anglokatholizismus
Der Anglokatholizismus ist eine Strömung innerhalb der Anglikanischen Gemeinschaft, die den Anglikanismus katholisch, d. h. sakramental und in bruchloser Tradition mit der Alten Kirche, interpretiert. Das schließt das katholische Eucharistie- und Amtsverständnis ein und wird in einer entsprechenden Liturgiegestalt sichtbar.

## Entwicklung
Während des 19. Jahrhunderts löste eine Gruppe von Geistlichen an der Universität Oxford eine Bewegung aus, die eine Rückbesinnung auf die katholischen Elemente der anglikanischen Kirche anstrebte (vgl. Edward Bouverie Pusey). Seine größte Bedeutung erlangte der Anglo-Katholizismus um die Mitte des 19. Jahrhunderts. Nach der Konversion John Henry Newmans und anderer Anglo-Katholiken zur Römisch-Katholischen Kirche nahm sein Einfluss ab, ist aber bis heute wirksam.
Begrifflich wird Anglokatholizismus oft mit „High Church“ (als Gegenbegriff zu „Low Church“) gleichgesetzt. Dies ist nicht sonderlich zielführend, da der Begriff „High Church“ eine generelle Aussage über die liturgische Praxis einer Gemeinde oder Diözese macht, wohingegen der Begriff „Anglokatholizismus“ stärker inhaltlich-theologisch konturiert ist. Es ist aber sicher zulässig zu sagen, dass alle anglo-katholische Gemeinden sich als Teil der „High Church“ verstehen und der evangelikale Charakter der „Low Church“ mit dem Anglokatholizismus nicht kompatibel ist.

## Religiöse Praxis
Für die liturgische Praxis einer anglo-katholischen Gemeinde sind vor allem die Wichtigkeit des Altarsakraments sowie die starke Ausbildung der Marienverehrung bestimmend. Die Eucharistie wird in anglo-katholischen Gemeinden auch an Werktagen gefeiert, zumeist in schlichter Form mit gesprochenen Texten (englisch „Low Mass“). An Sonn- und Feiertagen wird neben einer oder mehreren „Low Masses“ ein feierliches Hochamt mit Chor (englisch „Solemn Mass“) gefeiert, bei dem trotz grundsätzlicher Ausrichtung am Book of Common Prayer an der aus der Zeit vor dem Zweiten Vatikanischen Konzil bekannten Ämtertrias Zelebrant – Diakon – Subdiakon festgehalten wird. In den meisten Gemeinden wird die Messe am Hochaltar „ad orientem“ zelebriert. Die Einbindung von Altardienern und das Einlegen von Weihrauch sind Standard.
Dem Altarsakrament kommt zentrale Bedeutung zu. Kirchen, deren Gemeinde anglo-katholisch ausgerichtet ist, verfügen in aller Regel über einen Tabernakel. Die dort aufbewahrten, konsekrierten Hostien werden grundsätzlich durch eine Kniebeuge verehrt. In vielen Gemeinden ist es üblich, den „Evensong“, also die Form des Evening Prayer mit Chorbeteiligung, mit einem sakramentalen Segen (englisch: „Benediction“) zu verbinden. Auch die Aussetzung des Allerheiligsten zur Anbetung findet sich bisweilen, ebenso wird das Altarsakrament am Abend des Gründonnerstages in nahezu allen anglo-katholischen Gemeinden in feierlicher Prozession an einen Nebenaltar übertragen. Das Fronleichnamsfest wird in anglo-katholischen Gemeinden stets gefeiert.
Die Marienfrömmigkeit bildet die zweite Säule spezifisch anglo-katholischer liturgischer Praxis. In den meisten Kirchen findet sich ein Altar mit einem Marienbild (Lady Altar). Das gemeinsame Beten des Rosenkranzgebets ist verbreitet, zudem wird das feierliche Hochamt an Sonn- und Feiertagen oft am Marienaltar beschlossen. Dort wird entweder das Angelusgebet gesprochen oder, in der Osterzeit eine kurze Gebetsantwort auf die Antiphon Regina coeli, laetare. Das Angelusgebet wird auch mit dem Morning Prayer oder dem Evening Prayer kombiniert, sowohl an Werktagen als auch an Sonn- und Feiertagen. Marianische Feiertage werden entsprechend feierlich begangen, ganz besonders das Hochfest der Aufnahme Mariens in den Himmel und das Hochfest der Verkündigung an Maria.
Im Hinblick auf die Ordination von Frauen und den Umgang mit Fragen der sexuellen Orientierung und der Geschlechtsidentität bestehen innerhalb der Gesamtheit anglo-katholischer Gemeinden große Unterschiede. Das Spektrum reicht von Ablehnung der Frauenordination und Verurteilung von Homosexualität bis hin zu ausdrücklicher Öffnung aller Ämter und Sakramente für Personen jeglicher geschlechtlichen Identität oder sexuellen Orientierung. In der Church of England unterstehen konservative anglo-katholische Gemeinden in aller Regel der Aufsicht der „Alternative Episcopal Oversight“, d. h. sie unterstehen nicht der Diözesanbischöfin bzw. dem Diözesanbischof, sondern einem sogenannten „Provincial Episcopal Visitor“, bei dem sichergestellt ist, dass die apostolische Sukzession nur männliche Träger der Bischofswürde umfasst. In den USA sind die meisten konservativen anglo-katholischen Gemeinden aus der Episcopal Church ausgeschieden und haben damit auch die Anglikanische Gemeinschaft verlassen.
Besonders für ihre anglo-katholische Ausrichtung bekannt sind mehrere Gemeinden in London, etwa All Saints Margaret Street, St Bartholomew-the-Great oder St Paul’s Church, Knightsbridge. An der Ostküste der USA genießen vor allem die Church of the Advent in Boston, St. Stephen’s in Providence, St. Mary the Virgin, St. Ignatius of Antioch und St. Thomas (Fifth Avenue) in New York City, St. Mark’s und St. Clement’s in Philadelphia, Grace and St. Peter’s in Baltimore sowie St. Paul’s (K Street) in Washington große Bekanntheit, nicht zuletzt wegen ihrer qualitativ besonders hochwertigen Kirchenmusik.

## Personalordinariate
Das Personalordinariat Unserer Lieben Frau von Walsingham wurde am 15. Januar 2011 durch die Kongregation für die Glaubenslehre in Abstimmung mit der Bischofskonferenz von England und Wales gemäß den Normen der von Papst Benedikt XVI. am 4. November 2009 in Kraft gesetzten Apostolischen Konstitution Anglicanorum coetibus errichtet. 2012 folgte die Errichtung des Personalordinariats Kathedra Petri für Nordamerika und des Personalordinariats Unserer Lieben Frau vom Kreuz des Südens für Australien. Sie sollen anglokatholischen Gläubigen ermöglichen, ihre seit der englischen Reformation ausgebildeten Traditionen beizubehalten, gleichzeitig aber in voller Gemeinschaft mit dem Papst und der römischen Kirche zu stehen. Seitdem sind mehrere vormalige anglikanische Priester und Bischöfe aus der Church of England bzw. ihren jeweiligen anglikanischen Kirchen aus- und in die Personalordinariat übergetreten. Viele von ihnen haben mittlerweile katholische Priester- und Bischofsweihen erhalten.